# رقص دائري

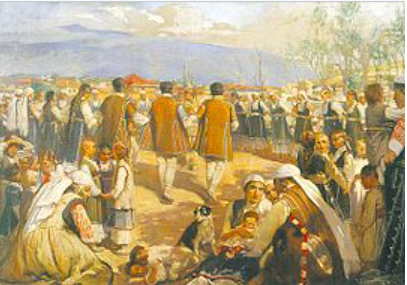
رقصة شعب الشوبي (الهورو) - بلغاريا

الرقص الدائري ، أو الرقص المتسلسل ، هو نمط من الرقص يتم في دائرة أو نصف دائرة مرافقاً للموسيقى، مثل آلات الإيقاعية والغناء. ربما يكون الرقص الدائري هو أقدم تشكيل رقص معروف وقد كان جزءًا من حياة المجتمع منذ أن بدأ الناس في الرقص لأول مرة. على عكس الرقص الخطي ، فإن الراقصين الدائريين على اتصال جسدي مع بعضهم البعض؛ يكون الاتصال يداً بيد أو إصبعاً بإصبع أو اليدين على الكتفين.وهو نوع من الرقص حيث يمكن لأي شخص الانضمام إليه دون الحاجة إلى شركاء رقص . عموماً يتبع المشاركون قائدًا حول حلبة الرقص بينما يمسك الراقصين يد من بجانبهم. يمكن أن يكون الرقص هادئً أومفعماً بالحيوية.
الرقص الدائري هو تقليد قديم شائع في العديد من الثقافات للاحتفال بالمناسبات الخاصة والطقوس وتقوية المجتمع وتشجيع التآزر. يمكن أيضًا الاستمتاع بالرقص كتجربة جماعية راقية أو كجزء من التأمل. تم تصميم الرقصات الدائرية على أنماط مختلفة من الموسيقى والإيقاعات. يمزج الرقص الدائري الحديث بين الرقصات الشعبية التقليدية، خاصة من مصادر أوروبية أو شرق أوسطية، مع الرقصات المصممة حديثًا لمجموعة متنوعة من الموسيقى القديمة والحديثة. هناك أيضًا مخزون متزايد من الرقصات الدائرية الجديدة للموسيقى الكلاسيكية والأغاني المعاصرة.

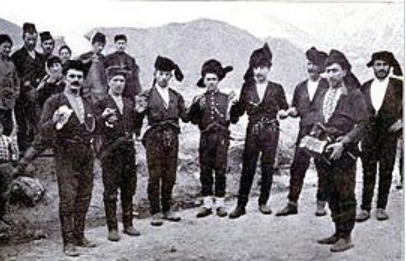
راقصو شعب اللاز في أرمينيا ، حوالي عام 1911

## التصنيف
يوجد الرقص الدائري الحديث في العديد من الثقافات، بما في ذلك العربية (الشامية والعراقية)، والإسرائيلية (انظر الرقص اليهودي والرقص الشعبي الإسرائيلي )، والآشورية، والكردية، والتركية، والأرمنية ، والأذربيجانية، والمالطية، والبلقانية (مثل الألبانية والبوسنية والبلغارية والكرواتية واليونانية والصربية ). على الرغم من سمعته الهائلة في الشرق الأوسط وجنوب شرق أوروبا، فإن للرقص الدائري أيضًا شهرة تاريخية في بروتاني وكاتالونيا وأيرلندا إلى غرب أوروبا، وكذلك في أمريكا الجنوبية (بيرو)، والتبت، ومع الأمريكيين الأصليين (انظر رقصة الأشباح). كما أنها تستخدم في شكلها الأكثر تأملاً في العبادة ضمن التقاليد الدينية المختلفة بما في ذلك كنيسة إنجلترا  ورقصات الحضرة (أو الذكر) الإسلامية.

## التاريخ

### البلقان

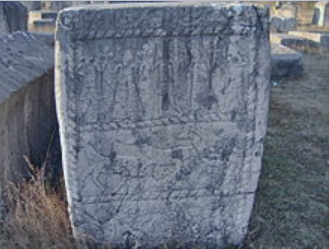
شاهد قبرمن راديمالجا,الهيرسك يظهر رموز مترابطة

شواهد القبور التي تعود للقرون الوسطى والتي تسمى «ستيتشاك»(المفرد «ستيتك») في البوسنة والهرسك، والتي يرجع تاريخها إلى نهاية القرن الثاني عشر حتى القرن السادس عشر، تحمل نقوشًا وأرقامًا تشبه الراقصين في سلسلة. يتم تصوير الرجال والنساء وهم يرقصون معًا ممسكين بأيديهم على مستوى الكتف ولكن في بعض الأحيان تتكون المجموعات من جنس واحد فقط.
في مقدونيا، بالقرب من بلدة زليتوفو، تظهر الجداريات على دير ليسنوفو (ليسنوفو ماناستير)، والتي يعود تاريخها إلى القرن الرابع عشر، مجموعة من الشبان يربطون ذراعيهم في رقصة مستديرة. يحث تاريخ عام 1344 سكان مدينة زادار على الغناء والرقصات الدائرية لمهرجان. ومع ذلك، تأتي الإشارة من بلغاريا، في مخطوطة لخطبة من القرن الرابع عشر، والتي وصفت الرقصات المتسلسلة بأنها «شيطانية وملعونة».

### أوروبا الوسطى
رقصة ألمانيا تسمى «ريجن»؛ ويعود تاريخها إلى القرن العاشر، وربما نشأت من الرقصات التعبدية في المهرجانات المسيحية المبكرة. كثيرا ما تندد سلطات الكنيسة بالرقص حول الكنيسة أو نشوب حريق مما يؤكد فقط مدى شعبيتها. إحدى اللوحات الجدارية (التي يعود تاريخها إلى القرن الرابع عشر) في تيرول، في قلعة رونكلشتاين ، تصور إليزابيث ملكة بولندا ، ملكة المجر وهي تقود رقصة متسلسلة. تم العثور على رقصات دائرية أيضًا في جمهورية التشيك، يعود تاريخها إلى القرن الخامس عشر. كان الرقص يتم بشكل أساسي حول الأشجار في قرية غرين. في بولندا، كانت رقصات القرية الأولى في حلقات أو سطور مصحوبة بغناء أو تصفيق المشاركين.

### منطقة البحر المتوسط
في القرن الرابع عشر، يصف جيوفاني بوكاتشيو رجال ونساء يرقصون على غنائهم أو برفقة موسيقيين. تُظهر إحدى اللوحات الجدارية في سيينا التي رسمها أمبروجيو لورينزيتي في 1338-1340 مجموعة من النساء يقمن بعمل «جسر» بينما ترافقهم امرأة أخرى تعزف على الدف.
هناك روايات لمسافرين من أوروبا الغربية إلى القسطنطينية، عاصمة الإمبراطورية العثمانية. في عام 1577، وصف سالومون شفايجر الأحداث في حفل زفاف يوناني:
كان الصيدلاني الألماني رينهولد لوبيناو مسافراً أخر إلى القسطنطينية في نوفمبر 1588 يروي عن حفل زفاف يوناني بهذه الكلمات:

### اسكندنافيا

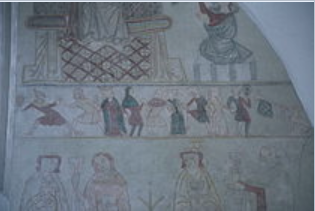
جص في كنيسة أورسليف في الدنمارك يعرض شكلاً من أشكال الرقص المتسلسل في العصور الوسطى

تذكر القصص القديمة في الدنمارك الرقصة الدائرية المغلقة والتي يمكن أن تتحول إلى سلسلة رقص. تُظهر لوحة جدارية في كنيسة أورسليف في زيلندا منذ حوالي عام 1400 تسعة أشخاص، رجال ونساء، يرقصون في صف واحد. يحمل القائد وبعض الأشخاص الآخرين في السلسلة باقات من الزهور. في حالة رقصات النساء، قد يكون هناك رجل قام بدور القائد. في السويد، غالبًا ما تذكر أغاني العصور الوسطى الرقص. يتم تشكيل سلسلة طويلة، حيث يغني القائد الآيات ويضبط الوقت بينما ينضم الراقصون الآخرون في الجوقة.

## رقصات حديثة

### أوروبا الشرقية

#### هورا

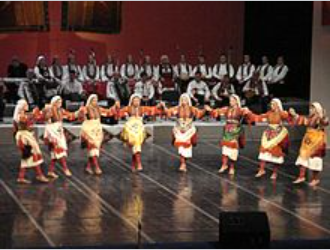
رقصة هورا التقليدية في شمال مقدونيا

نشأت رقصة هورا في البلقان ولكنها توجد أيضًا في بلدان أخرى (بما في ذلك رومانيا ومولدوفا). يمسك الراقصون بأيدي بعضهم البعض وتدور الدائرة، عادة عكس عقارب الساعة، حيث يتبع كل مشارك سلسلة من ثلاث خطوات للأمام وخطوة واحدة للخلف. تحظى رقصة الهورا بشعبية خلال احتفالات الزفاف والمهرجانات وهي جزء أساسي من الترفيه الاجتماعي في المناطق الريفية في بلغاريا، ليس من الضروري أن تكون في دائرة؛ من المقبول أيضًا وجود خط منحني من الأشخاص.

#### كولو
كولو هي رقصة شعبية جماعية شائعة في مختلف مناطق جنوب السلافية، مثل صربيا، سميت على اسم الدائرة التي شكلها الراقصون. يتم إجراؤه بين مجموعات من الأشخاص (عادةً عدة مجموعات، على الأقل ثلاثة) ممسكين بعضهم البعض وأيديهم حول خصور بعضهم البعض (بطريقة مثالية في دائرة، ومن هنا جاء الاسم). يكاد لا توجد حركة فوق الخصر.

#### جنوب أوروبا

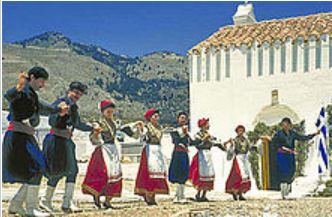
رقص السيرتوس

#### كالاماتيانوس
كالاماتيانوس هي رقصة شعبية يونانية شعبية في جميع أنحاء اليونان وقبرص، وغالبًا ما تُقدم في العديد من التجمعات الاجتماعية في جميع أنحاء العالم. كما هو الحال مع معظم الرقصات الشعبية اليونانية، يتم الرقص في دائرة مع دوران عكس اتجاه عقارب الساعة، ويمسك الراقصون أيدي بعضهم. عادة ما يمسك الراقص الرئيسي الراقص الثاني بمنديل، مما يسمح له أو لها بأداء خطوات وحركات بهلوانية أكثر دقة. خطوات كالاماتيانوس هي نفسها تلك الموجودة في سيرتوس، لكن الأخيرة أبطأ وأكثر وقار، ودرجتها منتظمة.

#### سردانا

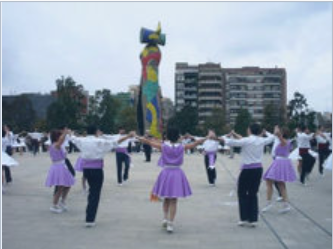
مجموعة رقص ساردانا في برشلونة

ساردانا هو نوع من الرقص الدائري النموذجي في كاتالونيا. عادة ما يكون لها راقص متمرس يقود الدائرة. يمسك الراقصون بأيدي بعضهم البعض طوال الرقصة: أذرعهم لأسفل أثناء الانحناءات وترفع إلى ارتفاع الكتف أثناء الوقوف بشكل معتدل. كانت الرقصة في الأصل من منطقة إمبوردا ، لكنها بدأت تكتسب شعبية في جميع أنحاء كاتالونيا خلال القرن العشرين. هناك نوعان رئيسيان، نمط ساردانا كورتا الأصلي (ساردانا القصير) والأسلوب الأكثر حداثة ساردانا لارجس (ساردانا الطويل).

#### سيرتوس
سيرتوس و كالاماتيانوس هي رقصات يونانية يتم تأديتها مع الراقصين في خط منحني ممسكين بأيدي بعضهم البعض في مواجهة اليمين. الراقص في الطرف الأيمن من الخط هو القائد. يمكن أن يكون القائد أيضًا مؤديًا منفردًا، يرتجل حركات ماهرة ملتوية مبهرجة حيث يقوم باقي الخط بالخطوة الأساسية. في بعض أجزاء سيرتوس، يحمل أزواج من الراقصين منديلًا من الجانبين.

#### أوروبا الغربية

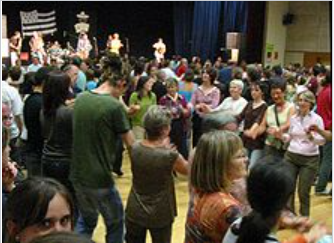
شعب بريطون يرقصون «أن درو»، يأرجحون أذرعهم مرتبطين بالخنصر

##### آن درو
رقصة آن درو ، التي تعني «الدوران»، هي رقصة شعب بريطون الدائرية. يربط الراقصون أصابع الخنصر في طابور طويل، ويأرجحون أذرعهم، بينما يتحركون إلى اليسار. تتكون حركات الذراع من حركتين دائريتين ترتفعان للخلف ثم تتبعهما حركة في الاتجاه المعاكس. يحرك الراقص القائد (الشخص الموجود على الطرف الأيسر من الخط) الخط إلى الشكل حلزوني أو يثنيه مرة أخرى على نفسه لتشكيل أنماط على حلبة الرقص، ويسمح للراقصين برؤية بعضهم البعض.

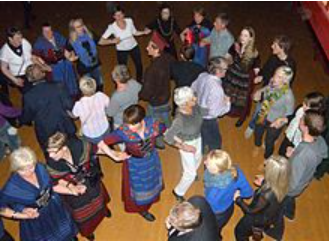
سلسلة رقص فارو في تورشفان

#### سلسلة رقصة فارو
رقصة فارو هي رقصة الدائرة الوطنية لجزر فارو. نشأت الرقصة منذ العصور الوسطى، والتي نجت فقط في جزر فارو، بينما تم حظرها في البلدان الأوروبية الأخرى من قبل الكنيسة، بسبب أصلها الوثني. يأُدى الرقص تقليديًا في دائرة، ولكن عندما يشارك الكثير من الناس في الرقص، عادة ما يتركونه يتأرجح في تموجات مختلفة داخل الدائرة. تتكون الرقصة في حد ذاتها فقط من إمساك أيدي بعضهم البعض، بينما يشكل الراقصون دائرة، يرقصون خطوتين إلى اليسار وواحدة إلى اليمين دون تقاطع الساقين. عندما ينضم المزيد والمزيد من الراقصين إلى حلقة الرقص، تبدأ الدائرة في الانحناء وتشكل واحدة جديدة داخل نفسها.

#### الرقص الدائري المقدس
تم إحضار الرقص الدائري المقدس إلى مجتمع مؤسسة فايندهورن في اسكتلندا بواسطة بيرنارد وسين ؛ الذي قدم الرقصات الدائرية التقليدية التي جمعها من جميع أنحاء أوروبا الشرقية. أخذ كولين هاريسون وديفيد روبرتس وجانيت روان سكوت الرقصات إلى أجزاء أخرى من المملكة المتحدة حيث بدؤوا كمجموعات منظمة في جنوب شرق إنجلترا، ثم عبر أوروبا والولايات المتحدة وأماكن أخرى. تمتد الشبكة أيضًا إلى أستراليا ونيوزيلندا وجنوب إفريقيا وأمريكا الجنوبية والهند. غالبًا ما يتم وضع قطعة مركزية صغيرة من الزهور أو أشياء أخرى في وسط الدائرة للمساعدة في تركيز الراقصين والحفاظ على الشكل الدائري. يدور الكثير من الجدل داخل شبكة الرقص الدائري المقدس حول المقصود بكلمة «مقدس» في الرقص.

### الشرق الأوسط

#### دبكة

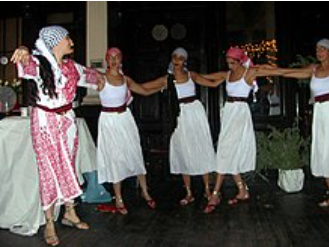
نساء يرقصن الدبكة

تحظى الدبكة بشعبية كبيرة في لبنان وسوريا وفلسطين وإسرائيل والأردن وتركيا. وأشهر أنواع الرقصات هي (الشمالية). وتتكون من (لويح) على رأس مجموعة من الرجال ممسكين بأيدي بعضهم البعض ويتشكلون نصف دائرة. من المتوقع أن يتمتع اللويح بمهارة خاصة في الدقة والقدرة على الارتجال والسرعة (عادةً ما يكون خفيفًا على قدميه). يطور الراقصون حركة وخطوة متزامنة، وعندما ينتهي المغنون من أغنيتهم، ينفصل اللويح عن نصف الدائرة ويرقص بمفرده. رقصة اللويح هي أكثر أشكال الدبكة شهرة وشهرة في احتفالات الأسرة السعيدة.

#### خكا

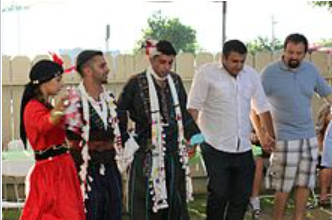
الأشوريون يرقصون الخيجا في أحد المهرجانات

الخكا هو أحد الأساليب الرئيسية للرقص الشعبي الآشوري حيث يمسك العديد من الراقصين بأيدي بعضهم البعض ويشكلون خطًا أو دائرة. عادة ما يتم إجراؤه في الأعراس والمناسبات السعيدة. الخكا هي أول إيقاع يتم غزفه للترحيب بالعروس والعريس في قاعة الاستقبال. هناك العديد من أنماط القدم التي يؤديها الراقصون. عادة ما يرقص رأس خط الخكا مع منديل مزين بالخرز والأجراس المضافة إلى الجانبين بحيث تتناغم عند الاهتزاز. كما يتم استخدام عصا مزخرفة في العديد من حفلات الزفاف الآشورية. علاوة على ذلك، يستخدم مصطلح خكا للإشارة إلى جميع الرقصات الدائرية الآشورية.

#### كوتشاري
كوتشاري هي رقصة أرمينية  وأذربيجانية شعبية، يرقصها اليوم الأرمن والآشوريون  الأذربيجانيون والأكراد واليونانيون البنطيون  والأتراك. يشكل الراقصون دائرة مغلقة، يضعون أيديهم على أكتاف بعضهم البعض. أضافت الأشكال الحديثة من كوتشاري «خطوة تريمولو» والتي تتضمن هز الجسم كله. يتكون الرقص في أذربيجان من خطوات بطيئة وسريعة، ويتكون من ثلاثة أشكال. هناك ارتداد مزدوج قوي وثابت. يرقص اليونانيون البونتيك يدا بيد ويسيرون إلى اليمين.

#### تمزارا
تمزارا هو رقص شعبي أرماني، آشوري، أذربيجاني ويوناني يمتد أصله إلى الأناضول. هناك العديد من أشكال رقص التمزارا، بموسيقى وخطوات مختلفة قليلاً، قادمة من مختلف المناطق والقرى القديمة في الأناضول. أولاً يأخذون ثلاث خطوات إلى الأمام، وينقرون بأقدامهم اليسرى على الأرض، ويتقدمون للأمام للوقوف على القدم اليسرى؛ ثم يتحركون ثلاث خطوات صغيرة للوراء ويكررون الخطوات بشكل أسرع قليلاً. مثل معظم رقصات الأناضول الشعبية، يتم رقص تمزارا بمجموعة كبيرة من الأشخاص متشابكين بأصابع الخنصر.

## انظرأيضاً
- رقص شعبي عالمي
- التجوال